# فدائيون أرمينيون

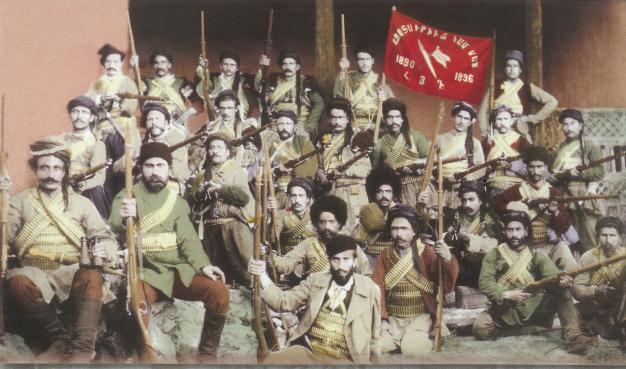
فدائيو الأرمن في عقد 1890

فدائيون أرمينيون (بالأرمنية:Ֆէտայի)، هي مجموعة مسلحة من المقاومة الأرمينية والتي حدثت في عقد 1880 إلى عقد 1920، وشارك الفدائيون الأرمينيون بعمليات عسكرية في الثورة الدستورية الإيرانية والثورة على الدولة العثمانية، وكانت تهدف هذه الثورة إلى إعلان استقلال محافظات أرمينية عن تركيا، وكما أن الفدائيين الأرمن شاركوا في اغتيالات من كبار ضباط الجيش العثماني عقب هزيمتهم أمام قوات التحالف في الحرب العالمية الأولى، مثل جمال باشا وغيره.